# Chikkade, Pandavapura
Chikkade là một làng thuộc tehsil Pandavapura, huyện Mandya, bang Karnataka, Ấn Độ.